# Нижня Кіца
Нижня Кіца (рос. Нижняя Кица) — селище в Виноградовському районі Архангельської області Російської Федерації.
Населення становить 37 осіб. Органом місцевого самоврядування до 2021 року було Березниковське муніципальне утворення.

## Історія
Від 1937 року належить до Архангельської області.
Від 2004 року належить до муніципального утворення Березниковське муніципальне утворення.

## Населення
| 2002 | 2010 | 2012 |
| ---- | ---- | ---- |
| 82   | ↘0   | ↗37  |